# (5030) Gyldenkerne
(5030) Gyldenkerne es un asteroide perteneciente al cinturón de asteroides descubierto por Poul Jensen el 3 de noviembre de 1998 desde el Observatorio Brorfeld.

## Designación y nombre
Designado provisionalmente como 1988 VK4. Fue nombrado "Gyldenkerne" en honor al astrónomo danés Kjeld Gyldenkerne, que trabajó en la dinámica galáctica y las estrellas binarias. Fue el fundador del Observatorio Brorfelde.

## Características orbitales
Gyldenkerne está situado a una distancia media de 2,262 ua, pudiendo alejarse un máximo de 2,470 ua y acercarse un máximo de 2,054 ua. Tiene una excentricidad de 0,091.

## Características físicas
Este asteroide tiene una magnitud absoluta de 13,7. Su albedo se estima en 0,300 y tiene un diámetro de 7,504 km.